# União de São Lourenço
União de São Lourenço is een Kaapverdische voetbalclub uit São Lourenço. De club speelt in de Fogo Island League, waarvan de kampioen deelneemt aan het Kaapverdisch voetbalkampioenschap, de eindronde om de landstitel.